# Vivienne Cassie Cooper
Una Vivienne Cassie Cooper MNZM (née Dellow ; 29 septembre 1926 - 5 juillet 2021) est une planctologue et botaniste néo-zélandaise.

## Jeunesse
Cassie Cooper est née le 29 septembre 1926 dans la banlieue d'Auckland à Epsom d'Annie Eveline Bell et de son mari, Kenneth Dellow. Elle fait ses études à la Takapuna Grammar School, où son père est directeur à partir de 1935,. Elle est titulaire d'un baccalauréat ès arts et d'une maîtrise ès arts de l'Université d'Auckland et d'un doctorat du Victoria University College,.

## Carrière
En 1957, elle réalise la première étude régionale du phytoplancton en Nouvelle-Zélande. Plus tard, elle se concentre davantage sur la botanique aquatique et est nommée chercheuse scientifique sur les algues d'eau douce à la Division de botanique du Département de la recherche scientifique et industrielle (DSIR). Au cours de sa carrière, elle écrit plus de cinquante articles et plusieurs livres, dont Marine Phytoplankton in New Zealand Waters et Checklists of the Freshwater Diatoms of New Zealand. Cooper publie également Micro Algae - Microscopic Marvels qu'elle écrit pour plaire à un lectorat plus populaire.
Cassie Cooper remporte plusieurs prix et titres pour ses réalisations, notamment un poste d'associée de recherche honoraire du département de botanique de l'Université d'Auckland et de la division de botanique du DSIR, ainsi qu'un titre de membre honoraire à vie de la New Zealand Limnological Society et de la New Zealand Marine Science Society,. Lors de l'anniversaire de la reine en 1997, elle est nommée membre de l'Ordre du Mérite de Nouvelle-Zélande, pour ses services à la biologie marine. Elle est décrite comme "l'experte principale" de la Nouvelle-Zélande sur les diatomées.
Cassie Cooper est membre fondatrice de l'Australasian Society for Phycology and Aquatic Botany, de l'International Society of Diatomists et de l'Asian Pacific Phycological Association. Elle prend sa retraite en 1986.
En 2017, Cassie Cooper est sélectionnée comme l'une des « 150 femmes en 150 mots » de la Royal Society Te Apārangi, célébrant les contributions des femmes au savoir en Nouvelle-Zélande.

## Vie privée
En 1953, elle épouse Richard Morrison Cassie, professeur à l'université d'Auckland. Ils ont deux enfants. Il est mort en 1974. Elle se remarie à Robert Cecil Cooper, un botaniste, en 1984. Cooper meurt également avant elle. Cassie Cooper est décédée le 5 juillet 2021.